# .cc
.cc è il dominio di primo livello nazionale assegnato alle Isole Cocos.
È amministrato dalla eNIC, una società controllata di Verisign.
Nel 2011 Google ha rimosso dal suo motore di ricerca l'intero dominio di secondo livello .co.cc a causa del proliferare di malware presente nei sottodomini messi in vendita da una società sudcoreana.